# صوت لبنان
إذاعة صوت لبنان هي اذاعة لبنانية تبث من بيروت. أسسها حزب الكتائب عام 1975م كأول اذاعة حزبية وتجارية في لبنان. تبث البرامج الأخبارية والسياسية بالإضافة للمنوعات والبرامج المحلية والفنية والالعاب. وكان سبق للإذاعة ان بثت لأشهر خلال عام 1958 إبان أحداث 1958 ثم توقفت بانتهاءها.
ابتداء من نشوب الحرب الأهلية اللبنانية عام 1975، عادت الإذاعة إلى البث من «مبنى صوت لبنان» في الأشرفية في بيروت كإذاعة ناطقة باسم الكتائب اللبنانية. أدارها بين 1976 و1988 جوزف هاشم الهاشم.
في منتصف تسعينات القرن العشرين ومع «قانون الاعلام المرئي والمسموع» الذي سعى إلى تنظيم البث في لبنان في إطار قانوني، أصبحت «الشركة العصرية للاعلام» مالكة اذاعة «صوت لبنان» على الموجة 93,3 بموجب ترخيص من مجلس الوزراء حسب هذا القانون. استمرت الإذاعة بالبث حسب الرخصة الجديدة ببرامج إخبارية وسياسية بالإضافة للمنوعات والبرامج المحلية والفنية والالعاب، وتعتبر أكثر إذاعة بعدد المستمعين في كل لبنان.
ومع عودة السيادة اللبنانية بعد ثورة الارز، عادت قضية ملكية الإذاعة موضع جدل قانوني بين حزب الكتائب، المالك الأساسي للإذاعة عام 1975 وبين «الشركة العصرية للإعلام» ممثلة بورثة الراحل الشيخ سيمون الخازن التي كانت تدير الإذاعة منذ التسعينات.
الإعلامية روز الزامل (المعروفة بوردة) ظلت متمسكة بالإدارة الممثلة بـ«الشركة العصرية للإعلام»، بيتما أصر حزب الكتائب عبر «الشركة الجديدة للإعلام المرئي والمسموع»، الواجهة المؤسساتية الإعلامية للحزب إلى استعادة الإذاعة. وتعرّضت الإذاعة إلى هزات داخلية واستقالات بين الطرفين.

## إذاعتان باسم «صوت لبنان»
وبعد احتدام الخلافات القانونية بين الفريقين ونزاعات قضائية طويلة شغلت الرأي العام اللبناني نظرا لأهمية الإذاعة ودورها في لبنان، وخصوصا مع انتهاء عقد الإيجار القديم في «مبنى صوت لبنان» في 1 ديسمبر كانون الأول 2010، وجب حسم النزاع القانوني.
ففي هذا التاريخ بالذات، استعاد حزب الكتائب المبنى الا أنه لم يستطع الإستحواز على الموجة 93,3 التي تملكها «الشركة العصرية للإعلام» حتى العام 2016 فعمد حزب الكتائب إلى شراء حقوق الموجتين 100,3 و100،5 التي كانت تملكهما «إذاعة نجوم لبنان» وهي إذاعة من الفئة الثانية وأعلن الحزب عن عزمه الانطلاق مرة أخرى عبر هاتين الموجتين الجديدتين.
وفي 1 كانون الأول 2010، بدأت محطتان إذاعتيتان مختلفتان تحملان ذات الاسم بالبث كالتالي:

### صوت لبنان صوت الحرية والكرامة
- تملكها «الشركة الجديدة للإعلام المرئي والمسموع» (أي حزب الكتائب اللبنانية)
- تبث من الأشرفية من «مبنى صوت لبنان»
- تبث عبر الموجتين 100,3 (الشمال والجنوب) و100،5 (بيروت والبقاع)
- الموقع الرسمي: http://www.vdl.me/
- كما تبث الإذاعة اونلاين على كافة شبكات الانترنيت والتواصل الاجتماعي

### صوت لبنان
- تملكها «الشركة العصرية للإعلام» وهي إذاعة مستقلة غير حزبية وغير مرتبطة بحزب الكتائب
- تبث من الضبية (شمال بيروت) من مبنى حديث خاص بالإذاعة
- تبث عبر الموجة 93,3 بالإضافة إلى 93,1 في الشمال والجنوب و93،6 في البقاع
- الموقع الرسمي: http://www.vdl.com.lb

و من خلال تطبيق vdl على اجهزة android و iPhone